# Trioza caldwelli
Trioza caldwelli är en insektsart som först beskrevs av Leonard D. Tuthill 1944.  Trioza caldwelli ingår i släktet Trioza och familjen spetsbladloppor. Inga underarter finns listade i Catalogue of Life.